# Nuestra Señora de Atocha
El Nuestra Señora de Atocha fue un galeón que formaba parte de la Flota de Indias, hundido en 1622 frente a las costas de Florida. Mel Fisher descubrió el 20 de julio de 1985 el pecio con un cargamento importante de oro y plata, entonces calculado en más de 500 millones de dólares.

## Descripción del navío
El galeón Nuestra Señora de Atocha, el cual estaba muy armado, navegaba como el almirante o retaguardia de la flota. Como tal, seguía al resto para evitar un ataque de la flota por detrás. Había sido construido para la Corona de España en La Habana en 1620 y desplazaba 530 toneladas de registro. Tenía 56 codos de ribera de eslora, 17 codos de ribera de manga y 9,5 codos de ribera de calado. Llevaba el palo trinquete y el mayor con velas cuadras y un palo de mesana con vela latina. El Atocha tendría el castillo de proa alto, combés bajo y castillo de popa alto de un galeón típico de comienzos del siglo XVII. Había hecho solamente un viaje previo a España, durante el cual su palo mayor se quebró y tuvo que ser reemplazado.

## Carga en el último viaje
Para el viaje de regreso de 1622, el Atocha llevaba un cargamento de gran valor: 24 toneladas de plata en 1038 lingotes, 180 000 pesos en monedas de plata, 582 lingotes de cobre, 125 barras y discos de oro, 350 cofres de índigo, 525 fardos de tabaco, 20 cañones de bronce, 1 200 libras de platería trabajada y un exquisito lote de cajas de marfil labradas de Ceilán. A esto se pueden añadir artículos pasados de contrabando para evitar impuestos, así como joyas y bienes personales no registrados.

## Hundimiento
Nuestra Señora de Atocha se hundió con 265 personas a bordo. Sólo cinco de ellas, tres marineros y dos esclavos, sobrevivieron al aferrarse al tocón del palo de mesana, que fue la única parte del galeón naufragado que no se hundió. Señalaron el lugar donde zozobró y pasaron a rescatar a la gente y el tesoro de la Santa Margarita y Nuestra Señora del Rosario, otras embarcaciones que también sucumbieron a la tormenta. El 5 de octubre, un segundo huracán azotó la zona y destruyó aún más los restos del Atocha. Durante los siguientes 60 años, equipos españoles de salvamento buscaron el galeón, pero nunca encontraron rastro alguno. Parecía que había desaparecido para siempre.

## Búsqueda y rescate
En 1969, Mel Fisher y su tripulación de Treasure Salvors iniciaron la asidua búsqueda del tesoro del Atocha, la cual duró 16 años. Utilizando unos deflectores en sus hélices que habían inventado para mover la arena, los cuales llamaban “buzones”, y magnetómetros de protones especialmente diseñados, se pasaron años siguiendo el rastro de los elusivos restos, en ocasiones sin encontrar nada durante meses, para luego descubrir pedacitos de tesoro y artefactos que tentadoramente indicaban la proximidad de la nave y su cargamento.

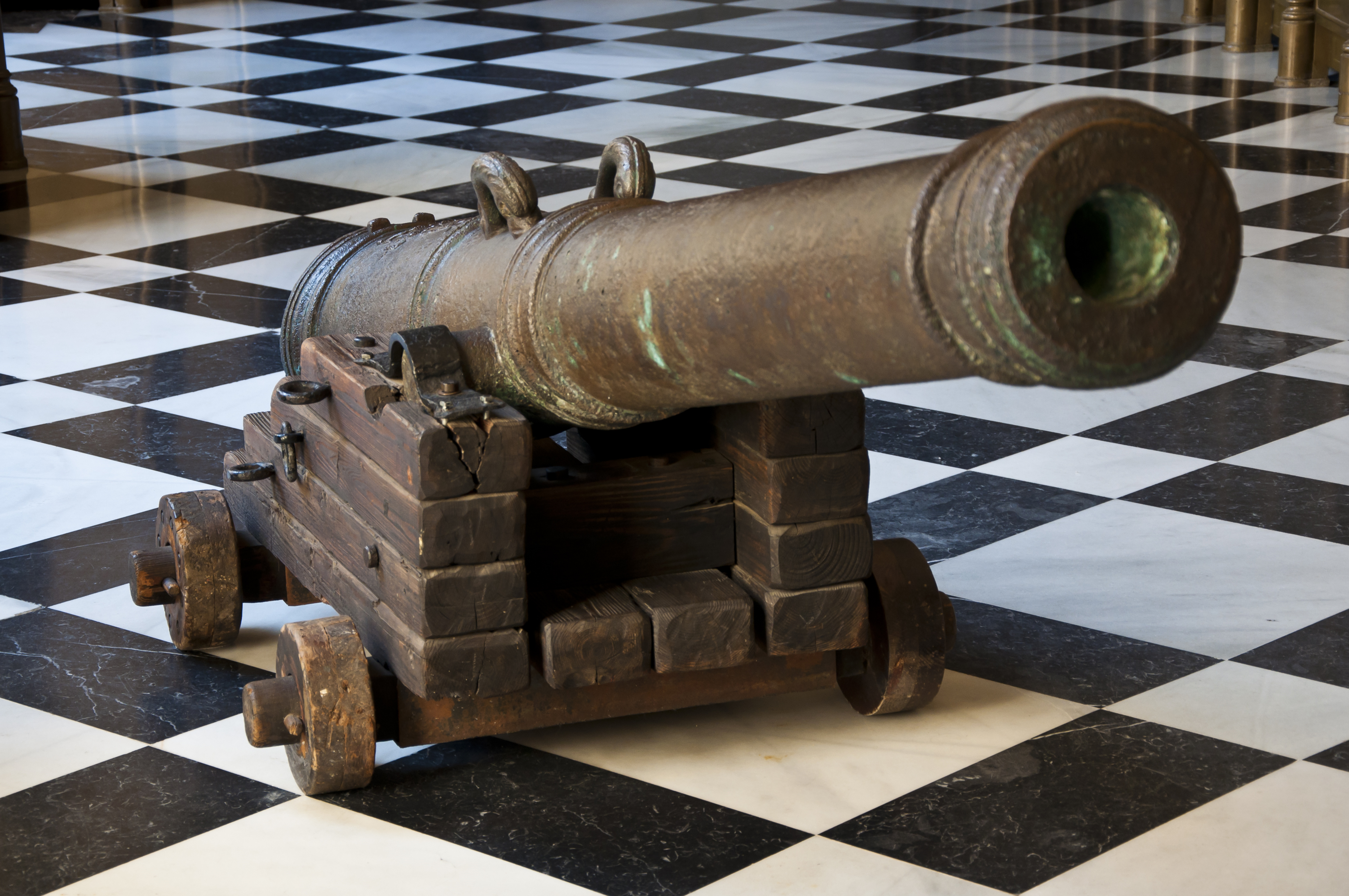
Cañón del Nuestra Señora de Atocha en el Archivo General de Indias, Sevilla.

En 1973, hallaron tres lingotes de plata cuyos pesos y numeración correspondían al manifiesto del Atocha, el cual había sido copiado del original en Sevilla. Esto verificó que Fisher estaba cerca del filón principal de los restos de la nave. En 1975, su hijo Dirk encontró cinco cañones de bronce cuyas marcas concluyeron la identificación del Atocha. Apenas unos cuantos días más tarde, Dirk y su esposa Ángel y el buzo Rick Gage murieron cuando zozobró una de las embarcaciones de salvamento. A pesar de ello, Fisher continuó con su búsqueda. 
Para 1980, habían encontrado una porción significativa de los restos del Santa Margarita, junto con una fortuna en barras de oro, joyas y monedas de plata. El 13 de mayo de 1980, el hijo de Fisher, Kane, descubrió una sección completa del casco de madera del Santa Margarita bajo el peso de las piedras de lastre, obuses de hierro y artefactos de España del siglo XVII. El 20 de julio de 1985, Kane Fisher, capitán de la embarcación de salvamento Dauntless, envió un jubiloso mensaje a la oficina de su padre: "Guarda las cartas. ¡Encontramos el filón principal!" La eufórica tripulación describió su hallazgo como un arrecife de barras de plata. Al cabo de días, las marcas del fletador en los lingotes fueron verificadas con el manifiesto del cargamento del Atocha, lo cual confirmó la afirmación triunfal de Kane. Finalmente se había encontrado el filón principal de los restos y comenzó la excavación de lo que comúnmente se denominaba “los restos de la nave naufragada del siglo”.

## Legado y exhibición de los tesoros
Actualmente, los artefactos y tesoros del Atocha y Santa Margarita constituyen la parte principal de la colección del Mel Fisher Maritime Heritage Society Museum. Los artículos encontrados suponen una fortuna en lingotes y monedas de oro y plata que estaban destinadas a los cofres de España, un cinturón de oro sólido y un collar engastado con piedras preciosas, un cáliz de oro diseñado para prevenir que los que tomaban de él fueran envenenados, una placa de oro con elaboradas decoraciones, una cadena de oro que pesa más de tres kilos, una multitud de esmeraldas de contrabando, entre ellas un impresionante cristal hexagonal sin cortar de 77,76 quilates que los expertos han determinado proviene de la mina Muzo en Colombia, joyas religiosas y seculares, y platería.